# Vlnatka jilmová
Vlnatka jilmová (Eriosoma lanuginosum) je mšice poškozující listy sáním. Hmyz je těžko přehlédnutelný pro tvorbu velkých hálek a novotvarů na horní straně listů hostitele.

## Zeměpisné rozšíření
Vlnatka jilmová je mšice evropského původu, je však běžný v mnoha částech světa. V Itálii je přítomen ve všech oblastech. Vyskytuje se také v Česku.

## Popis
Mšice dorůstají velikosti 3-4 mm, v závislosti na poddruhu také 2,5 - 3mm. Jsou bílé, bledě oranžově žluté nebo nahnědlé, pokryté voskovým sekretem.

## Hostitel
Přezimuje vajíčko na jilmech. Na jaře se líhnou první larvy, které sají na listech jilmu a způsobují tvorbu objemných hálek. Útvary mají nazelenalý nádech červené a jsou pokryté hustým ochlupením. Hálky na jilmu během ročních období zčernají a ztuhnou. Zůstávají na rostlině po dobu dvou let. Letní generace mšic napadá kořeny hrušně (Pyrus communis), na podzim se vrací na jilmy. V ČR poškozuje také rostliny rodu rybíz

## Význam
Hálky jsou estetickou vadou na okrasných druzích jilmu. Škody způsobené koloniemi mšic, které žijí na kořenech hrušky mohou být značné, zejména po mírné zimě, kdy dojde k přemnožení. Hálky nebo obsah byly považovány za léčivé a používány v lidovém léčitelství.